# Asiye Güzel Zeybek
Asiye Güzel Zeybek, född 1970, är en turkisk journalist och författare.

## Biografi
En kväll 1997 greps Aliye Güzel Zeybek i Istanbul, anklagad för samröre med en "illegal organisation", och fördes till ett häkte, där hon torterades och våldtogs av åtta poliser. Hon tillbringade sedan fem år i fångenskap utan åtal. I fängelset började hon i hemlighet skriva om sin upplevelse och om hur gruppvåldtäkter satts i system av polisen i Turkiet.
Manuskriptet smugglades ut ur fängelset och blev till boken Under tortyr: En turkisk historia, som först publicerades 1999. Boken har kommit i flera upplagor och har blivit en milstolpe för den turkiska kvinnorörelsen. I juni 2002 släpptes hon i väntan på åtal, och i oktober 2002 dömdes hon i sin frånvaro till 12,5 års fängelse i en rättegång som enligt bedömare inte levde upp till internationella standarder.
Hennes fall har också uppmärksammats i utlandet, och 2001 tilldelades hon Tucholskypriset av Svenska PEN. Hon har beviljats asyl i Sverige, då hon hotas av flera års fängelse om hon återvänder till Turkiet.